# Otto I Starszy
Otto I Starszy (ur. ok. 1272, zm. 17 stycznia 1328) – landgraf Dolnej Hesji od 1308 roku, landgraf Hesji od 1311 roku z dynastii heskiej.
Otto był synem pierwszego landgrafa Hesji Henryka I i jego pierwszej żony Adelajdy brunszwickiej. Pod wpływem drugiej żony – Mechtyldy z Kleve, ojciec zamierzał podzielić księstwo pomiędzy najstarszych synów z obu małżeństw, dwóch młodszych synów z tych małżeństw przeznaczając do stanu duchownego. Otto sprzeciwił się temu (był młodszym synem z pierwszego małżeństwa) i wbrew woli ojca poślubił Adelajdę z Ravensbergu. W 1296 r. jednak król Adolf zatwierdził podział, zgodnie z którym najstarszy syn z pierwszego małżeństwa, Henryk, miał otrzymać Górną Hesję, a Jan, najstarszy syn z drugiego małżeństwa – Dolną Hesję. Otto mógł otrzymać jedynie udział w Górnej Hesji. Z pomocą hrabiego Ziegenhain otwarcie sprzeciwił się, ale został pokonany przez wezwanego na pomoc króla Adolfa i został zmuszony do opuszczenia Hesji. W 1298 r. zmarł starszy brat Ottona, Henryk, i jego udział miał przypaść Ottonowi. Wrogość między Ottonem a jego ojcem spowodowała jednak, że ten pierwszy pozostawał na wygnaniu. Wrócił w 1302 r. wspierany przez króla niemieckiego Albrechta I Habsburga. 
Po śmierci ojca Otton otrzymał Górną Hesję. Już w 1311 r., po śmierci Jana, który nie pozostawił męskiego potomka, ponownie zjednoczył Hesję. Ze związku z Adelajdą, córką hrabiego Ravensbergu Ottona III, pochodziło pięcioro dzieci:
- Henryk II Żelazny (ok. 1299–1376/1377), następca Ottona jako landgraf Hesji,
- Otto (1301–1361), arcybiskup Magdeburga,
- Ludwik (ok. 1302–1345), ojciec następcy Henryka II, Hermana II Uczonego,
- Herman (?–1368/1370),
- Elżbieta (?–po 1354), żona księcia Saksonii Rudolfa II.